# IC 3104
IC 3104 ist eine irreguläre Galaxie vom Hubble-Typ IBm im Sternbild Chamäleon. Sie ist schätzungsweise 11 Millionen Lichtjahre von der Milchstraße entfernt.
Das Objekt wurde am 22. Mai 1900 vom US-amerikanischen Astronomen DeLisle Stewart entdeckt.